# 南湖荡
南湖荡是一个位于中国江苏省常熟市的淡水湖，面积约为2.1平方千米，属于长江区。它的一级流域为长江流域，二级流域为长江干流水系。